# Lost in Music
Lost in Music è un singolo del gruppo musicale femminile statunitense Sister Sledge, pubblicato nel 1979 ed estratto dal loro album We Are Family.
La canzone è stata scritta e prodotta da Nile Rodgers e Bernard Edwards ed è uno dei più grandi successi del gruppo. La canzone raggiunse la trentacinquesima posizione della classifica R&B americana e fu un grande successo in Inghilterra dove entrò in classifica in tre decadi differenti: nel 1979 alla posizione numero 17, nel 1984 alla posizione numero 4 con la versione Special 1984 Nile Rodgers Remix, che vedeva come coristi non accreditati anche Simon Le Bon ed Andy Taylor dei Duran Duran, e nuovamente nel 1993 alla posizione numero 14 con la versione Sure Is Pure Remix.
Nel 2006 la versione Special 1984 Nile Rodgers Remix fu utilizzata come colonna sonora del videogioco Grand Theft Auto: Vice City Stories. Il brano fu spesso utilizzato nell'arco della seconda stagione di Looking.

## Tracce
- 7"

1. Lost in Music
2. Thinking Of You